# Tour Montparnasse
Das Hochhaus Tour Montparnasse ist ein 210 Meter hohes Bürohaus in Paris. Es befindet sich im Quartier Necker des 15. Arrondissements. 
Mit 59 Stockwerken ist es nach dem Eiffelturm das zweihöchste Bauwerk der Stadt Paris (innerhalb der Stadtgrenzen) und das höchste Hochhaus von Paris (Liste der Hochhäuser in Paris). Bis zum Bau der Tour First mit 225 Metern im Jahre 2011 war es sogar das zweithöchste Bauwerk in der Region Île-de-France. Nach der voraussichtlichen Fertigstellung des Hochhaus The Link im Jahr 2025 und der voraussichtlichen Aufstockung von Tour Montparnasse wird es vierthöchste Bauwerk in der Region Île-de-France und das dritthöchste Hochhaus in der Region sein (Liste der Hochhäuser in der Île-de-France) - Stand August 2025.  
Es wurde von 1969 bis 1973 vom Architekten Roger Saubot auf dem Gelände des 1965 abgerissenen ersten Bahnhofs Montparnasse errichtet. Zwischen 2024 und 2028 soll das Gebäude umfassend renoviert und um mehrere Etagen auf 228 Meter aufgestockt werden.

## Beschreibung

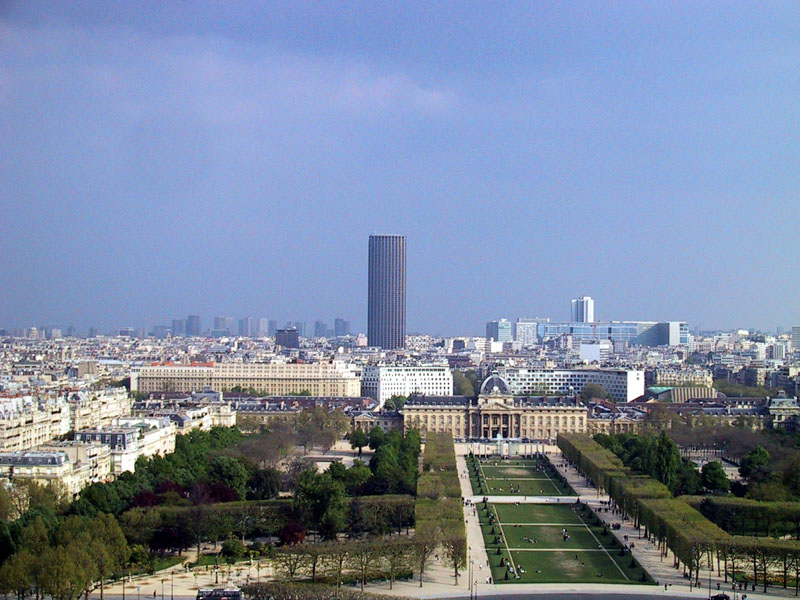
Blick vom Eiffelturm über das Champ de Mars auf die Tour Montparnasse

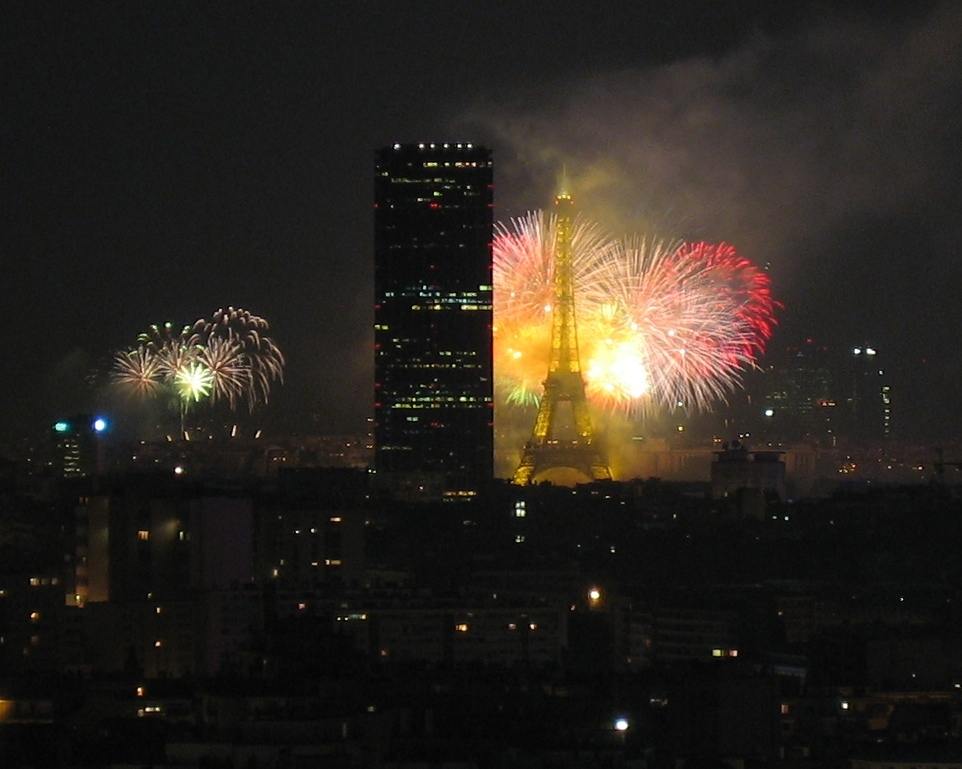
Tour Montparnasse mit Eiffelturm während des Feuerwerks am Nationalfeiertag

Blick von der Tour Montparnasse auf Paris in der Abenddämmerung

Der Grundriss des Gebäudes ist ein langes Rechteck mit einer leicht konvexen Form an den Längsseiten. Die 56. Etage ist eine öffentliche Aussichtsetage mit Restaurant. Das Dach (59. Etage) bietet eine zusätzliche Aussichtsplattform mit einem weiten Blick auf Paris. Die Fahrt mit dem Aufzug, dem schnellsten Europas bei der Eröffnung, dauert nur 38 Sekunden.
Bis zum Jahr 2011 war es das höchste Gebäude in Frankreich, dann wurde es vom Hochhaus Tour First in La Défense übertroffen.

## Verkehrsanbindung
Das Gebäude steht unmittelbar am großen Fernbahnhof Montparnasse. Dort endet auch eine Vorortstrecke, dazu gibt es Metro-Stationen und Bushaltestellen von jeweils mehreren Linien.

## Baugeschichte und Kritik
Nachdem schon in den 1930er Jahren Pläne für einen neuen Montparnasse-Bahnhof gescheitert waren, wurde das Projekt einer Erneuerung des heruntergekommenen Bahnhofsviertels in den 1950er Jahren wieder aufgenommen. Dies geschah im Zusammenhang mit der Erstellung eines neuen Generalverkehrsplans für die französische Hauptstadt. 1956 wurde die gemischtwirtschaftliche Gesellschaft Société d'économie mixte pour l'Aménagement du secteur Maine Montparnasse (SEMMAM) geschaffen sowie die Agence pour l'Opération Maine Montparnasse (AOM) zur Durchführung der Opération. Ziel dieser Gründungen war der Flächenabriss größerer Teile des Bahnhofsviertels im Ausmaß von etwa 8 Hektar.
1958 wurden die ersten Studien bezüglich eines sehr hohen Büroturms veröffentlicht, begegneten aber massiver Kritik. Die Diskussion um das Hochhaus verzögerte das Projekt erheblich, 1968 erteilte allerdings Kulturminister André Malraux die Baubewilligung. Der damalige Präsident Charles de Gaulle und sein Nachfolger Georges Pompidou profilierten sich als Unterstützer des Projekts. Trotz fortdauernder Kritik wurde 1969 mit dem Bau nach Plänen des Architekten Roger Saubot begonnen, 1973 wurde das Gebäude eröffnet.
Die Kontroverse um das über 200 Meter hohe Bauwerk hält bis heute an, und auch in der fachlichen Diskussion ist das Gebäude umstritten. Der Baukritiker Bruno Flierl schreibt über das Gebäude: „Der ‚Tour Montparnasse‘ gilt als eine der größten europäischen städtebaulichen Dummheiten, da er eine Konkurrenz zum Eiffelturm heraufbeschwört, der der Eiffelturm nicht gewachsen ist.“

## Sonstiges
Nachdem im Mai 2005 ein Gutachten über die Verwendung von Asbest in dem Gebäude eingeholt und in einem technischen Dossier dargelegt worden war, bewilligte die Eigentümerversammlung im Dezember 2006 für die Asbestbeseitigung in den Gemeinschaftsflächen ein Budget von 110 Millionen Euro. Die Kosten für die darüber hinaus von den Teileigentümern zu tragende Sanierung ihrer Büros wurden mit 800.000 Euro pro Etage angesetzt. Im Hinblick auf den Abschluss der Arbeiten, der in etwa mit dem 40-jährigen Jubiläum des 1973 eröffneten Hochhauses zusammenfällt, wurde der Lichtgestalter Régis Clouzet mit dem Projekt eines neuen Beleuchtungskonzepts beauftragt.

## Mögliche Renovierung und Aufstockung
Ein umfangreicher Umbau des Wolkenkratzers war ab 2016 in Planung. Neben einer neuen, hellen, gläsernen Fassade sollte der Turm um einen 18 Meter hohen gläsernen Skygarden aufgestockt werden, womit nach der Renovierung eine Höhe von 228 Metern erreicht wird. Darüber hinaus sollten die untersten dreizehn Etagen rundherum um 2 Meter verbreitert und mit begrünten Balkonen und Wintergärten ausgestattet werden. Die Bauarbeiten sollten ursprünglich Ende 2019 beginnen und zu den Olympischen Sommerspielen 2024 in Paris abgeschlossen sein; die Baukosten beliefen sich nach ursprünglichen Schätzungen auf 300 Millionen Euro; diese wurden aber später auf mindestens 400 Millionen hochgesetzt.
Trotz Erhalt aller behördlicher Genehmigungen kam es zu massiven Verspätungen in der Umsetzung der Pläne, u. a. weil die nötige Sanierung zur vollkommenen Entfernung jeglicher Asbestsreste nicht rechtzeitig abgeschlossen werden konnte. Stand Juni 2023 wurde mit einem Baubeginn frühestens im Jahr 2024 gerechnet (mit 4 Jahren Bauzeit).